# Květy podzimu – barvy jara
Květy podzimu – barvy jara je koncertní album české skupiny DG 307. Záznam pochází z vystoupení v klubu La Fabrika v Praze dne 20. září 2008. Pořadí písní vybral lídr skupiny Pavel Zajíček, nahrávku připravilo studio 3bees a o výsledný mix a produkci se postarali Tomáš Vtípil a Pavel Zajíček; album produkoval majitel klubu La Fabrika Richard Balous. Deska obsahuje celkem třináct písní, z toho čtyři tvoří nové dílo Čtyři roční období. Kromě coververze písně „Venus in Furs“ od americké kapely The Velvet Underground pochází všechny skladby z dílny DG 307. Většina skladeb pochází z doby po obnovení skupiny v devadesátých letech; výjimkou je mj. píseň „Lidi krve“ z projektu Dar stínům (1979). Kompaktní disk vyšel v limitované edici 500 kusů.

## Seznam skladeb
1. Květy jara
2. Nic zvláštního
3. Lidi krve
4. Ukolébavka
5. Tulák po hvězdách
6. Čtyři roční období I. / Šel jsem a šel…
7. Čtyři roční období II. / … A on řekl
8. Čtyři roční období III. / … Květy podzimu barvy jara
9. Čtyři roční období IV. / … Obraz Doriana Graye
10. Rozlitý vody
11. Venus in Furs
12. Kraj střepů
13. New York Praha Paříž

## Obsazení
- Pavel Zajíček – cassio, rozladěná citera, hlas
- Antonín Korb – tympány, bicí
- Pavel Cigánek – elektrické housle, kytara
- Tomáš Schilla – violoncello
- Tomáš Vtípil – housle, computer
- Jan Pokorný – kytara
- Michal Koval – basová kytara
- Josef „Bobeš“ Rossler – klávesy
- Přemysl Drozd – bicí[2]